# Lijst van spinachtigen in Colombia

Kaart van Colombia.

Deze lijst bevat spinachtigen (Arachnida) die in Colombia voorkomen.
Colombia is een tropisch land rond de evenaar en bezit verschillende ecosystemen wat de biodiversiteit groot maakt.
- Amblyolpium ortonedae
- Ammotrechula gervaisii
- Apolpium cordimanum
- Apolpium vastum
- Avicularia avicularia
- Avicularia metallica
- Dasychernes inquilinus
- Ephebopus murinus
- Erica eugenia
- Ideoblothrus colombiae
- Ideoblothrus kochalkai
- Incachernes brevipilosus
- Lygromma chamberlini
- Lygromma kochalkai
- Lygromma peckorum
- Lygromma quindio
- Megaphobema robustum
- Nemastygnus ovalis
- Nephila clavipes
- Nephilengys cruentata
- Pamphobeteus nigricolor
- Parachernes albomaculatus
- Parachernes pallidus
- Parawithius nobilis nobilis
- Parazaona ellingsenii
- Phormictopus cancerides
- Progarypus viridans
- Rotundabaloghia altoensis
- Rotundabaloghia amazonasae
- Rotundabaloghia belemensis
- Rotundabaloghia bosqueensis
- Rotundabaloghia chingazaensis
- Rotundabaloghia chisacaensis
- Rotundabaloghia diclavata
- Rotundabaloghia fincae
- Rotundabaloghia flava
- Rotundabaloghia forcipata
- Rotundabaloghia guerreroensis
- Rotundabaloghia hexaspinosa
- Rotundabaloghia huilae
- Rotundabaloghia humicola
- Rotundabaloghia lamellosa
- Rotundabaloghia leteciae
- Rotundabaloghia leteciasimilis
- Rotundabaloghia monserratensis

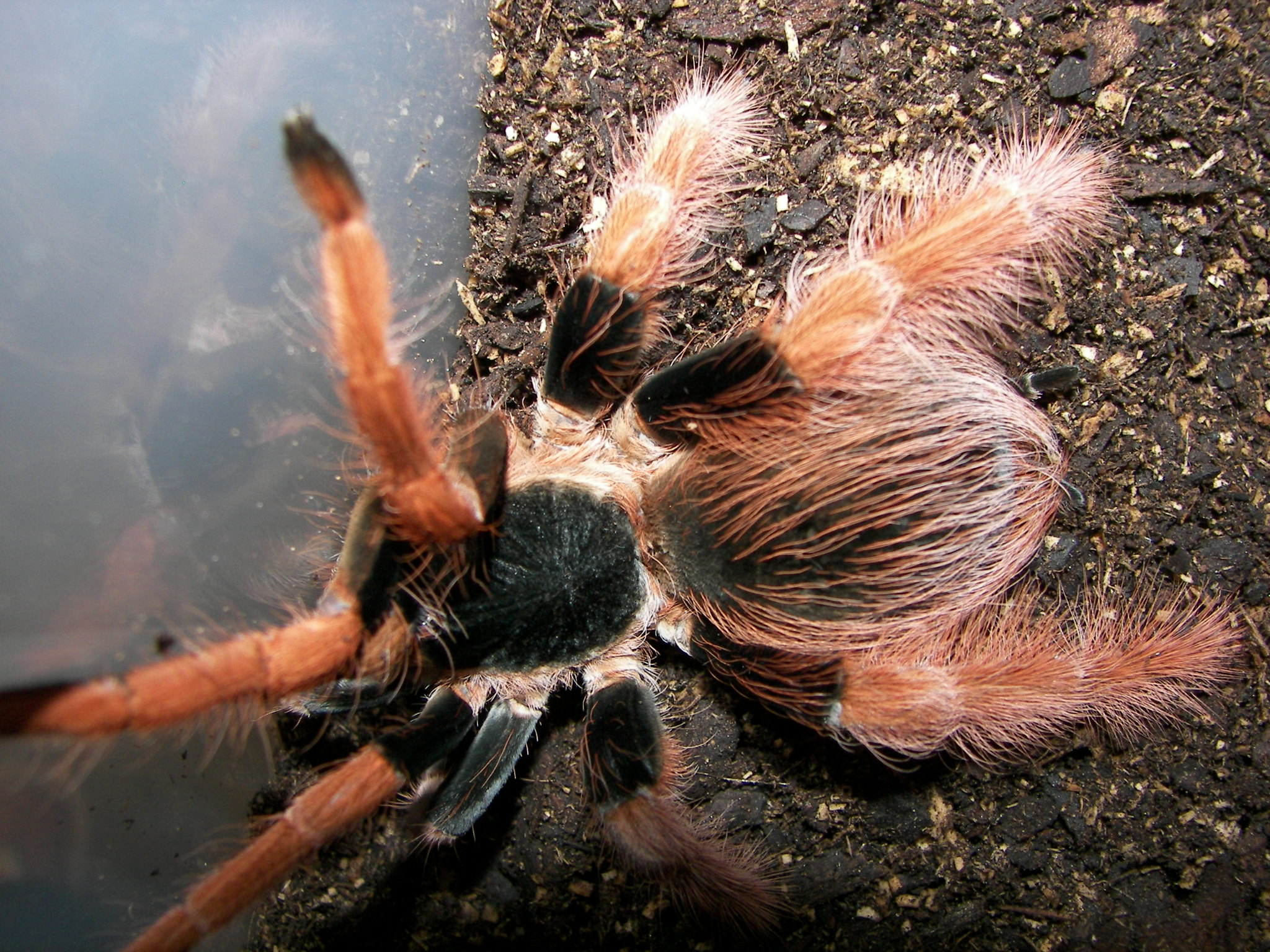
Megaphobema robustum

- Rotundabaloghia monterredondoensis
- Rotundabaloghia octospinosa
- Rotundabaloghia pajonalis
- Rotundabaloghia pituitosa
- Rotundabaloghia sexspinosa
- Rotundabaloghia silvacola
- Rotundabaloghia sturmi
- Rotundabaloghia taguae
- Rotundabaloghia tetraclavata
- Rundabaloghia resinae
- Saronomus capensis
- Surazomus sturmi
- Ungulaturopoda chilesae
- Ungulaturopoda huilae
- Ungulaturopoda huilaparva
- Ungulaturopoda huilastructura
- Uropoda cocuyensis
- Uropoda monserratae
- Uropoda sturmilaqueata
- Uropoda sumpazae